# Schlacht bei Mörchingen und Dieuze
Die Schlacht bei Mörchingen und Dieuze am 19. August und 20. August 1914 war eine der sogenannten Grenzschlachten des Ersten Weltkrieges. Sie fand an der Westfront zwischen Mörchingen und Dieuze statt. Es handelte sich dabei um einen Entlastungsangriff der Franzosen, die in Lothringen vorher schon einige Kilometer weit auf das Reichsgebiet vorgedrungen waren, um die deutschen Aktionen auf deren äußerstem rechten Flügel (Umgehungsmanöver der 1. Armee) zu beeinflussen. Das Unternehmen war ein kompletter Fehlschlag der französischen 2. Armee unter Édouard de Castelnau.

## Vorgeschichte

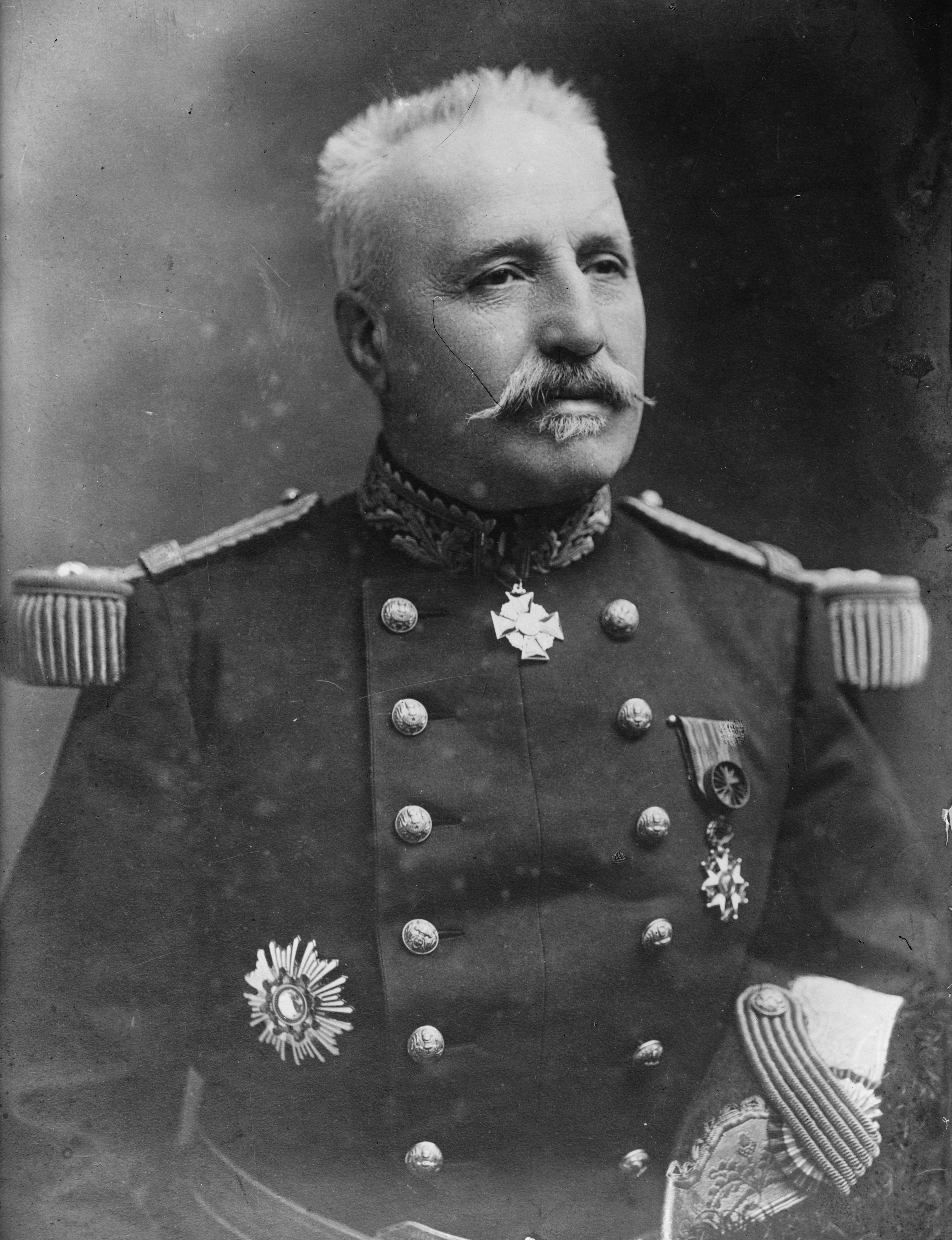
General Noel de Castelnau

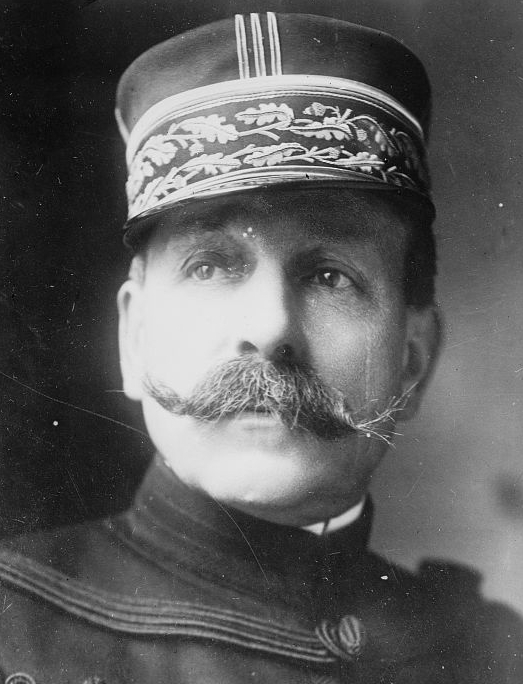
General Augustin Dubail

Der französische Generalstabschef Joseph Joffre gab am 18. April 1914 in einer geheimen Richtlinie zur Mobilisierung und Konzentration der französischen Streitkräfte den Operationsplan XVII heraus, darin war beabsichtigt, zu Beginn der Feindseligkeiten mit dem Deutschen Reich zwei gleichzeitig ablaufende Offensiven in Ostfrankreich zu starten, um die im Krieg von 1870/71 verlorene Provinz Elsass-Lothringen zurückzuerobern. Ein Drittel der französischen Armee mit 24 Divisionen sollte an der Offensive teilnehmen. Zunächst umfasste die für den Hauptangriff vorgesehene 2. Armee fünf Armeekorps, doch am 9. August entzog General Joffre – besorgt über den schnellen deutschen Vormarsch in Belgien – dieser Armee trotz Protestes des Generals de Castelnau das 9. und 18. Corps, um es zur Verstärkung der 4. und 5. Armee nach Norden zu verschieben.
Am 14. August überschritt die 2. Armee die Seille und nahm ihren Vormarsch in Richtung auf Morhange und Dieuze auf, diese Offensive wurde durch den linken Flügel der 1. Armee (General Dubail) mit dem Vorstoß in Richtung auf
Saarburg unterstützt. Die gegenüber liegenden deutschen Stellungen wurde von der 6. Armee unter Führung des Kronprinzen Rupprecht gehalten. Zwei starke französische Angriffskolonnen operierten dabei parallel nebeneinander gegen die etwa 17 Kilometer auseinander liegenden Städte Mörchingen und Dieuze.
Das französische 8. Corps (General de Castelli) rückte nach Domèvre vor, mit der 16. Division rechts in Richtung auf Blâmont und links davon mit der 15. Division nördlich des Mondon-Waldes. Das 13. Corps (General Alix) am rechten Flügel der 2. Armee begann den Vorstoß auf Montreux. Links davon erreichte das 15. und 16. Korps die Linie Gondrexon – Xousse – Xures und Juvrecourt.
Zwischen linkem Flügel der 1. und rechtem Flügel der 2. Armee stellte das neu aufgestellte Kavalleriekorps unter General Louis Conneau (2., 6. und 10. Kavallerie-Division) die Verbindung her.
Das Bayerische I. Korps verstärkte ihre Positionen auf den Höhen nördlich und nordöstlich von Saarburg zwischen Berthelming und Réding. Das französische 20. Corps hatte in Richtung von Faulquemont vorzurücken, wobei die linke Flanke durch die 68. Reserve-Division gedeckt wurde. Das 15. Corps hatte mit der 30. Division die Seille bei Mulcey zu überqueren und die südlichen Ausläufer des Foret von Bride und Köking erreicht, dadurch konnte das 16. Corps, das weiter rechts kurzweilig gestoppt wurde, den Vormarsch wieder aufnehmen und den Canal des Salines überqueren.
Am Abend des 18. August befahl General de Castelnau der 2. Armee, für den nächsten Tag an der Linie Morhange – Bensdorf energisch anzugreifen.

## Verlauf

### Französische Offensive am 19. August

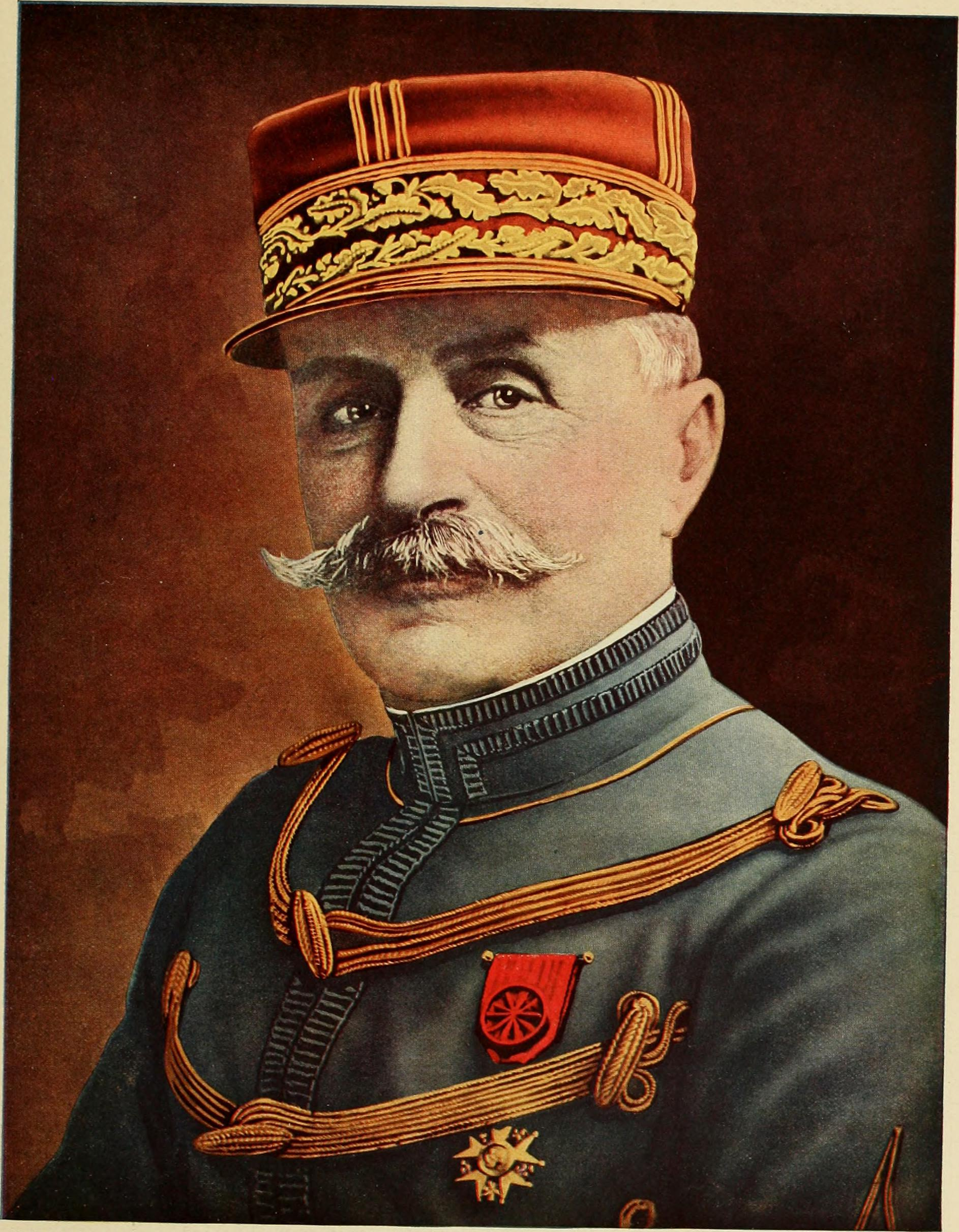
General Ferdinand Foch

Zunächst konnten die Franzosen mit dem 8. Korps (General de Castelli mit der 15. und 16. Division) der 1. Armee Saarburg sowie mit dem zur 2. Armee gehörenden 20. Korps (General Foch mit der 11. und 39. Division) Mörchingen und mit dem 15. Korps (29. und 30. Division) Dieuze besetzen. Eingeleitet wurde die Schlacht durch einen Angriff des französischen 20. Korps (Général Ferdinand Foch) südlich von Mörchingen und des 15. (Général Louis Espinasse) und 16. französischen Korps (Général Louis Taverna) nördlich von Dieuze am 19. August. Die vordersten deutschen Stellungen befanden sich im Bride-Wald nördlich von Dieuze. Das 15. Korps stieß gegen Biedesdorf nordöstlich von Dieuze vor und wurde dabei von den Deutschen aus dem Wald von Bride bei Gebesdorf im Westen und dem Wald von Bessingen im Norden von der Flanke angegriffen und zurückgeworfen. Das von den größten Verlusten betroffene 15. und das nur geringfügig weniger dezimierte 16. Korps operierten bei Dieuze, während das 20. Korps wenige Kilometer weiter nordwestlich versuchte, bei Mörchingen auf Rakringen und Bermering voranzukommen, wobei kein konkretes Fernziel vorgegeben war. Beide Vorwärtsbewegungen scheiterten unter hohen Verlusten am Widerstand der Deutschen und deren massivem Einsatz an schwerer Artillerie.

### Deutsche Gegenoffensive am 20. August
Kronprinz Rupprecht von Bayern, unzufrieden mit der defensiven Rolle, die ihm zugewiesen worden war, ersuchte die OHL in Koblenz am 19. August um die Erlaubnis, einen Gegenangriff zu führen.
In einem Tagesbefehl ließ er verlauten:

„Soldaten der 6. Armee! Befehle haben mich gezwungen, unseren kriegerischen Schwung zu zügeln. Die Zeit der Vorsicht und der Zurückhaltung ist vorbei – wir wollen jetzt vorgehen, unsere Stunde ist gekommen! Es wird der Sieg sein, wir werden siegen.“

Am Morgen des 20. August begannen die Deutschen mit überlegenen Kräften den Gegenangriff.
Mit dem Gouverneur von Metz, General der Infanterie von Winterfeld wurde vereinbart, dass die Hauptreserve der Festung durch ein Vorgehen im Raum Delme die rechte Flanke der 6. Armee gegen einen französischen Angriff der 2. Gruppe der Reservedivisionen (General Léon Durand) aus dem Raum Pont-à-Mousson — Nancy sichern sollte. Der Kommandierende des Bayerischen II. Armeekorps, (General Karl von Martini) hatte die Angriffsziele der bayerischen 4. Division (Generalleutnant von Montgelas) in Richtung Chateau-Salins und die Höhen nordwestlich davon, sowie für die 3. Division (Generalleutnant von Breitkopf) aus der Linie Puttigny—Dädeling weiter nach Süden gesteckt.

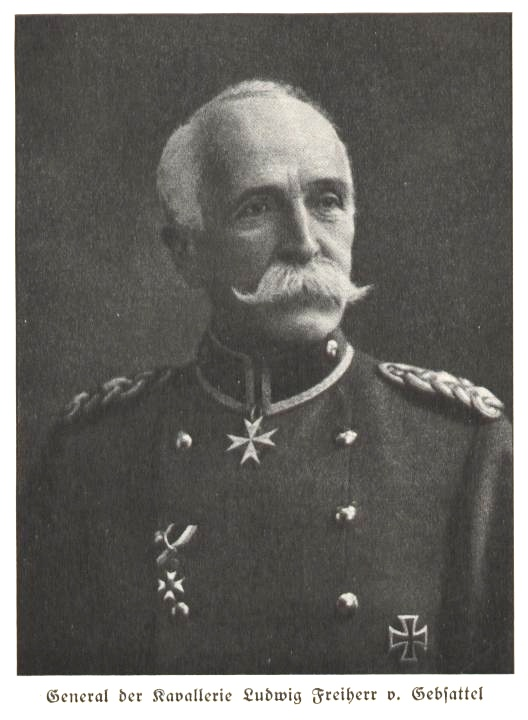
Ludwig Freiherr von Gebsattel

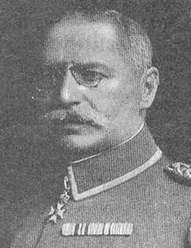
Karl von Fasbender

In der Mitte der Schlachtlinie bei Mörchingen griff das bayerische III. Korps (General Ludwig von Gebsattel) an. Das französische 20. Corps sollte sich laut dem Befehl von General Castelnau an diesem Tag nur in Verteidigung halten – doch General Foch befahl um 4:00 Uhr früh den Angriff seiner 11. Division (General Maurice Balfourier) gegen die Höhen von Morhange. Nachdem dieser unter schweren Verlusten gescheitert war, wurde auch der linke Flügel mit der 39. Division (General Georges Dantant) durch Umfassung seitens der Bayern aufgerollt. General Foch musste darauf sein bedrohtes Hauptquartier in Château-Salins aufgeben. 
Das XXI. Armee-Korps (General der Infanterie Fritz von Below) ging auf Dieuze vor und schlug das französische 15. Korps (29. und 30. Infanteriedivision) zurück, das dabei große Verluste erlitt. Die 31. Division (Generalleutnant Albert von Berrer) nahm Vergaville, und die 42. Division (Generalleutnant Hasso von Bredow) konnte das von der französischen 29. Division (General Jean Baptiste Corbillet) geräumte Dieuze zurückerobern. Das bayerische I. Reserve-Korps (General der Infanterie Karl von Fasbender) und das bayerische I. Armee-Korps (General der Infanterie Oskar von Xylander) kämpften den französischen Widerstand bei Saarburg nieder. Das ursprünglich nicht angegriffene 8. Korps der französischen 1. Armee wurde vollständig in die Kämpfe hineingezogen, die 16. Division (General Maudhuy), die zwei Tage zuvor mit der 31. Brigade (General Reibell) in Saarburg einrückte, musste die Stadt wieder räumen. Die Bayern schoben ihre Linien an den südlichen Rand von Saarburg vor und verfolgten dann bis 17:00 Uhr nachmittags nach Dolving und in die Wälder westlich von Sarraltroff. General Bajolle, Kommandeur der 15. Division deckte den Rückzug durch Gegenangriffe bei Kerprich-aux-Bois und hielt die Bayern bis 19:00 Uhr in Schach.
General Dubail nahm seinen linken Flügel auf die Linie Cirey – Blâmont – Chazelles zurück und befahl am Abend des 20. August auch seinen rechten Flügel auf den Rhein-Marne-Kanal zurück.
Die Truppen der deutschen 6. Armee erreichten die Linie Delmer Rücken - Gerbécourt (nördlich Château Salins) - Fresnes-en-Saulnois - Saarburg - Hochwalsch. 

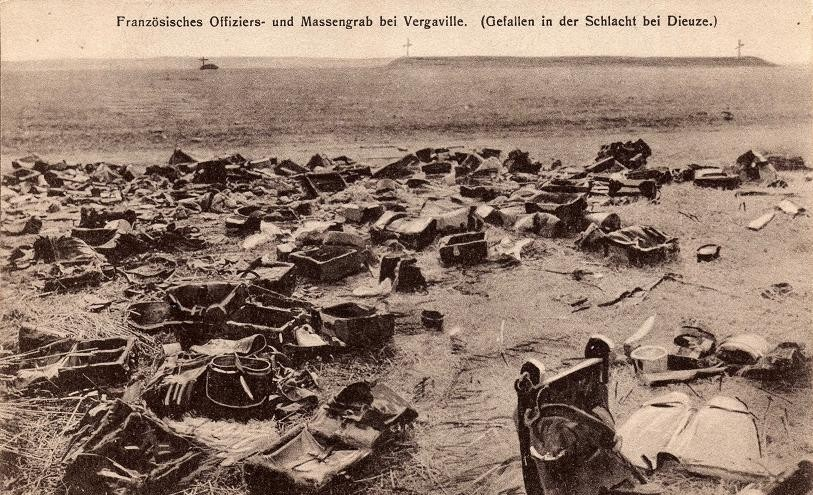
Zurückgelassene französische Ausrüstung nach der Schlacht

An der linken Flanke der 2. Armee bei Nomeny erfolgte für Castelnau dann die vollständige Niederlage, als die deutsche Hauptreserve von Metz in den Kampf eingriff und die französische linke Flanke von Norden her bedrohte. Das bayerische II. Armeekorps drängte die französische 70. Reserve-Division (General Fayolle) zurück und nahm Arraincourt ein. Vergeblich versuchte das französische Infanterieregiment 277 die dortige Brücke über die Seille zu halten. Der Rückzug der 1. Armee und die schweren Verluste der 2. Armee zwangen General de Castelnau den allgemeinen Rückzugsbefehl zu erteilen. Bis zum Abend des 21. August war die französische 2. Armee bereits auf die Linie Lunéville, Dombasle und Grand Couronné vor Nancy zurückgegangen.

„Das werde ich mein Leben lang nicht vergessen, diese Tage! Es war schauerlich, entsetzlich! […] Vorgestern am 20. August war die Riesenschlacht bei Mörchingen in Lothringen. […] Ich selbst wurde am 20. August vom Obergeneralarzt auf einen der zwei Hauptverbandplätze in Mörchingen geschickt, wo selbst eine Sanitätskompagnie (300 Mann stark) arbeitete. Seit morgens 2 Uhr war ich auf den Beinen bzw. im Sattel und arbeitete bis 11 Uhr nachts ohne etwas genossen zu haben, davon 11 Stunden auf dem Hauptverbandplatze. Wir versorgten etwa 600 Verwundete, die ich in der Nacht noch in die als Lazarette von mir schon früher eingerichteten Kasernen überführen ließ. Auf dem Hauptverbandplätze erlebte ich schauerliche, erschütternde Szenen. Diese grauenhaften Verletzungen! Ausgeschossene, heraushängende Augen, zerschmetterte Arme und Hände (blutige Stümpfe), zerrissene Gesichter, Schüsse durch das Gehirn, durch Brust und Bauch, – schrecklich – einfach schrecklich! […] Die Schwerverletzten wimmerten leise, die anderen schwiegen. Nach kurzer Zeit lagen unter den bereits versorgten Verwundeten schon eine Anzahl Toter. […] Ich wußte bereits, daß das Regiment, bei dem ich ehemals diente, schwer gelitten hatte, aber so furchtbar hatte ich es mir nicht vorgestellt. 960 Mann sind tot oder verwundet (lauter Reservisten), von vieren ist nur ein Stabsoffizier noch am Leben, der jetzt als Major das Regiment führt. Ein Bataillon hat seinen Major und seine vier Hauptleute verloren, so daß es im Kampfe zuletzt von einem Oberleutnant geführt wurde. Heute zieht das Regiment bereits neuen Kämpfen entgegen. In Mörchingen zog ein Bataillon des ebenfalls in Landau garnisonierenden 23. Infanterieregimentes an unserem Hauptverbandplatze vorbei, weil das Bataillon, das furchtbar unter Granatfeuer gelitten hatte, zurückgezogen wurde, um sich etwas zu erholen. Es war eine Kompagnie darunter, die von ihren 250 Mann nur noch 52 Leute zählte.“

## Folgen

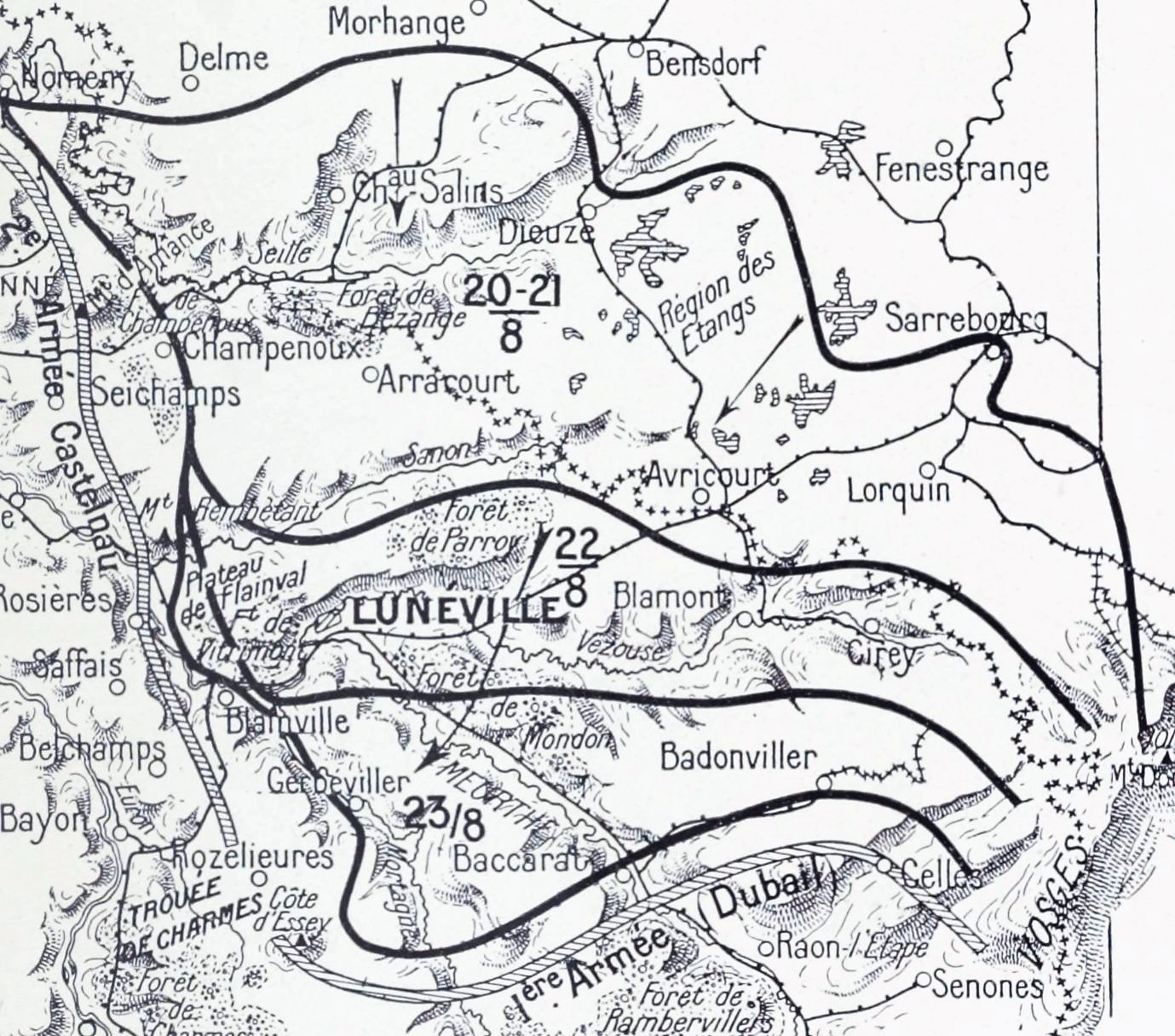
Entwicklung der Lage vom 20. bis 23. August 1914

Das eigentliche Ende der Schlacht ist nicht genau zu bestimmen, sie lief aus und hatte dann in der Schlacht an der Trouée de Charmes (24 bis 26. August 1914) ihre direkte Fortsetzung.
Der geordnete Rückzug der Franzosen und die erfolgreiche Schlacht an der Grand Couronné führten dazu, dass Nancy nicht direkt angegriffen wurde und auch hier der Stellungskrieg begann.
Trotz der schweren Verluste der 29. Infanteriedivision aus Marseille – allein das 3. Bataillon des 141. Infanterieregiments verlor 930 von 1000 Mann an Gefallenen, Verwundeten und Vermissten – wurde diese vom Oberbefehlshaber Joffre und auch vom Minister Messimy zum Sündenbock gestempelt und schließlich noch von Senator Adolphe Gervais in der Zeitung Le Matin diffamiert. Diese staatlich gesteuerte Lüge löste eine Polemik aus, die bis heute andauert.
Zwei prominente französische Soldaten wurden in der Schlacht von Morhange getötet:
- Louis Laffitte, Lieutenant im 37. Infanterieregiment[3], Professor an der École Supérieure de Commerce de Nantes, ehemaliger Generalsekretär der Industrie- und Handelskammer Meurthe-et-Moselle sowie Direktor der Internationalen Ausstellung von Ostfrankreich 1909 in Nancy
- Émile Toussaint, Sous-lieutenant im 4. Jägerbataillon zu Fuß und Sohn von Général de Castelnau.[4] Er verstarb am 20. August 1914 in Conthil.